# يوسف المدني التبريزي
آية الله العظمى السيد يوسف المدني التبريزي (بالفارسية: سید یوسف مدنی تبریزی). هو عالم دين ومرجع شيعي إيراني. ولد في مدينة تبريز عام 1928. ومن أساتذته حسين البروجردي، ومحمد حسين الطباطبائي. توفي في 16 يونيو 2013.

## وصلات خارجية
- الموقع الرسمي ليوسف المدني التبريزي.